# Ursula Sassen

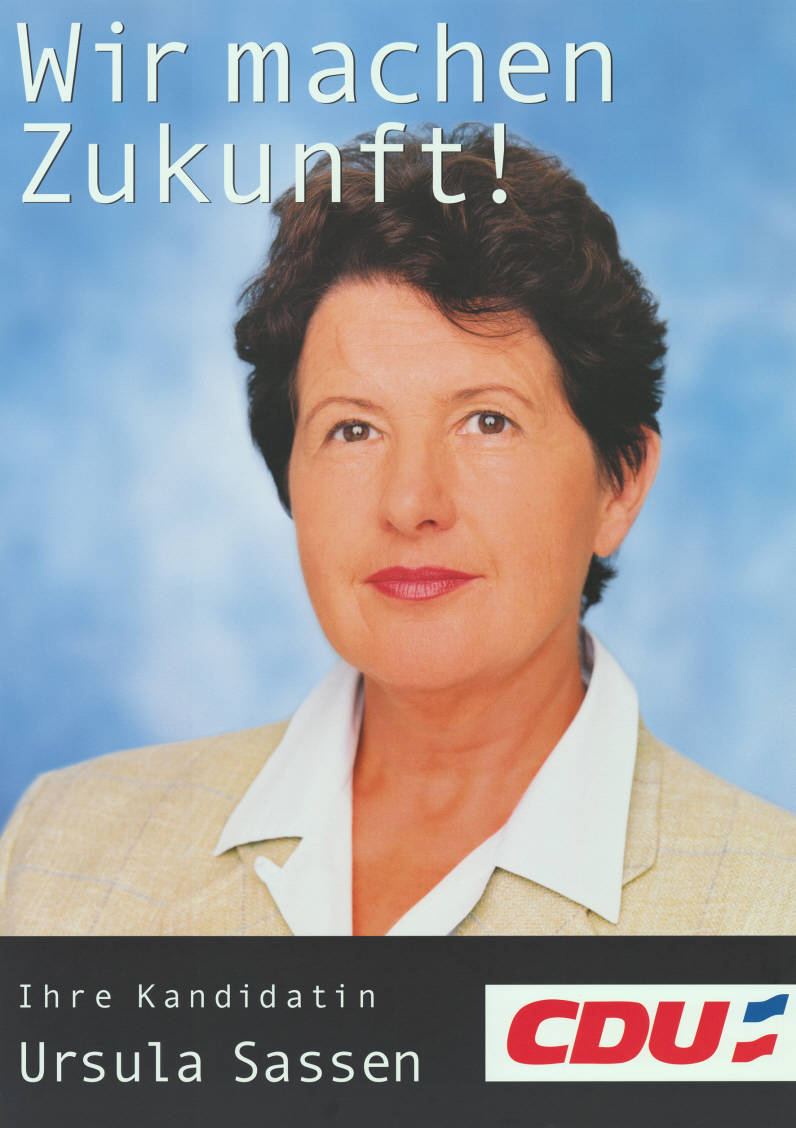
Ursula Sassen auf einem Landtagswahlplakat 2000

Ursula Sassen (* 16. Juni 1947 in Herbern) ist eine deutsche Politikerin (CDU).

## Leben und Beruf
Ursula Sassen besuchte nach der Volksschule die Handelsschule und die Höhere Fachschule für Hauswirtschaft in Münster. Außerdem absolvierte sie eine Lehre zur Industriekauffrau im Baugeschäft ihrer Eltern, welches sie nach dem Tod ihres Vaters weiterführte. 1978 zog sie nach Sankt Peter-Ording und ist hier seit 1983 im Textileinzelhandel selbständig.
Ursula Sassen hat einen Sohn.

## Partei
Ursula Sassen trat 1983 in die CDU ein und ist seit 2002 stellvertretende Vorsitzende des CDU-Kreisverbandes Nordfriesland.

## Abgeordnete
Sie gehört seit 1990 der Gemeindevertretung von Sankt Peter-Ording an.
Von 2000 bis 2012 war Ursula Sassen Mitglied des Landtages von Schleswig-Holstein. Hier war sie von 2000 bis 2005 stellvertretende Vorsitzende des Eingabenausschusses und ist seit 2005 stellvertretende Vorsitzende des Sozialausschusses. Sie war außerdem Fachsprecherin der CDU-Landtagsfraktion für die Bereiche Datenschutz und Gesundheit.
Ursula Sassen ist 2000 über die Landesliste und 2005 und 2009 als direkt gewählte Abgeordnete des Wahlkreises Husum-Eiderstedt in den Landtag eingezogen. Bei der Landtagswahl 2005 erreichte sie 45,2 % und 2009 38,4 % der Erststimmen.